# Frog in Boiling Water
Frog in Boiling Water è il quarto album in studio del gruppo musicale statunitense DIIV, pubblicato il 24 maggio 2024 da Fantasy Records.

## Tracce
Testi e musiche di Andrew Bailey, Benjamin Newman, Colin Caulfield e Zachary Cole Smith..
1. In Amber – 4:08
2. Brown Paper Bag – 4:25
3. Raining on Your Pillow – 3:53
4. Frog in Boiling Water – 3:57
5. Everyone Out – 4:52
6. Reflected – 3:36
7. Somber the Drums – 3:58
8. Little Birds – 4:21
9. Soul-net – 4:24
10. Fender on the Freeway – 5:34